# Knihovní systém
Knihovní systém lze definovat několika způsoby. Terminologická databáze definuje knihovní systém jako abstraktní model jedné knihovny nebo skupiny knihoven, v němž prvky představují jednotlivé části (místa) knihovny, kde se realizují knihovnické a informační činnosti a služby, a vazbami mezi prvky jsou vztahy mezi těmito částmi (místy). Případně můžeme knihovní systém chápat jako knihovnu, její část nebo skupinu knihoven, mající společný cíl nebo více cílů - shromažďovat, zpracovávat a uchovávat knihovní dokumenty a informace s cílem poskytovat knihovnické a informační služby. Knihovní systém lze také chápat jako informační systém zprostředkování dokumentů a informací v nich obsažených, kde zprostředkovatelem informačních zdrojů jsou knihovny, které dokumenty nejprve získají, poté zpracují, uloží a následně půjčí čtenáři.

## Systém
Systém je definován jako komplex vzájemně spjatých prvků a jejich propojení s okolím. Systém může být současně prvkem systému vyššího řádu a každý prvek systému může být zároveň samostatným systémem nižšího řádu. Např. systém knihoven obsahuje prvek knihovna. Prvek knihovna je tedy prvkem systému knihoven. Systém knihovny pak tvoří nižší prvky - např. dokumenty nebo procesy (akvizice). Systém akvizice lze také dekomponovat na statické a dynamické prvky a zejména charakterizovat okolí systému.

## Statické prvky
Statickými prvky jsou ty části knihovny, bez nichž by žádná knihovní instituce nemohla existovat. Jsou jimi zejména knihovní fondy, tedy dokumenty a nosiče informací, zaměstnanci, knihovníci, informační správci, uklízeči apod., zařízení knihovny nutné pro její chod, a návštěvníci, čtenáři a uživatelé.

### Knihovní fondy
Knihovními fondy se rozumí soubory dokumentů primárního a sekundárního charakteru, přičemž orientaci v nich usnadňují čtenářům knihovní katalogy.

### Zaměstnanci
Jejich počet závisí na službách a velikosti knihovny. Pro práci ve větších knihovnách jsou žádaní zaměstnanci s knihovnickým vzděláním, a to buď středoškolským, vysokoškolským nebo se vzděláním vyšší odborné školy.

### Zařízení
Za knihovní zařízení je považováno vybavení typu nábytek, počítače, výtahy, orientační cedule, koberce, svítidla a také celková plocha budov, přístup na internet a nezbytné počítačové programy nutné pro fungování knihovny – kancelářské i knihovní softwary.

### Čtenáři
Návštěvníci a uživatelé knihovny jsou nezbytným prvkem pro smysluplné fungování knihoven i dalších informačních institucí. Je nutno sledovat počet čtenářů, úbytky či přírůstky nových registrací i informační potřeby uživatelů.

## Dynamické prvky
Dynamickými prvky jsou chápány všechny činnosti a procesy, k nimž při chodu knihovny dochází. Tyto procesy se dají rozdělit do čtyř základních skupin: akvizice, katalogizace, organizace a služby.

### Akvizice
Akvizice je proces doplňování knihovního fondu. Možnými způsoby získání nových dokumentů do fondu knihovny jsou nákup, výměna (s jinou knihovnou, s nakladatelstvím, s fyzickou osobou), dar (od instituce či fyzické osoby) a povinný výtisk (na základě zákona č. 37/1995 Sb. o neperiodických publikacích získají povinný výtisk Národní knihovna České republiky, Moravská zemská knihovna a Vědecká knihovna v Olomouci).

### Katalogizace
Katalogizace je proces, při němž dochází k zanesení informací o dokumentu do knihovnického systému pomocí platných standardů popisu dokumentů, kterými jsou v České republice především AACR2 a MARC21. Základními údaji, které se při procesu katalogizace sledují, jsou autor a název dokumentu, rok a místo vydání, název nakladatelství, edice, pořadí vydání, fyzický popis a číslo ISBN.

### Organizace knihovního fondu
Organizací fondu se rozumí proces, jenž kloubí zařazování dokumentů do fondu, revizi a aktualizaci fondu. Fond může být v knihově řazen dle MDT, dle autora, chronologie vydávání, dle signatury apod. Orientaci ve fondu umožňují čtenářům knihovní katalogy (lístkové i elektronické).

### Služby
Služby knihoven pomáhají čtenářům a uživatelům knihoven uspokojit jejich informačních potřeby. Jejich poskytování je upraveno zákonem č. 257/2001 Sb. o knihovnách a podmínkách provozování veřejných knihovnických a informačních služeb (knihovní zákon). Základními službami, které knihovny a informační instituce svým uživatelům poskytují, jsou služby výpůjční (prezenční, absenční, meziknihovní a mezinárodní meziknihovní). Tyto organizace dále poskytují bibliografické, referenční a faktografické informace, případně na žádost čtenáře zpracují rešerše, tedy zprostředkují informace z vnějších informačních zdrojů.

## Okolí systému
Okolím knihovního systému se rozumí prvky, které ovlivňují chod informačních institucí, přičemž tyto instituce změny okolí téměř nemohou ovlivnit. Do okolí knihovního systému patří struktura populace a její vzdělání, výše finančních příspěvků a granty, které knihovny na svůj chod dostávají, legislativní rámec a knihovny a instituce, s nimiž daná knihovna naváže spolupráci.